# Магадан
Магадан (рус. Магадан) град је у Русији у Магаданске области на Далеком истоку Русије. Налази се у заливу Нагајево Охотског мора. Према попису становништва из 2010. године у граду је живело 95.925 становника. Главне привредне активности су бродоградња и рибарство. У близини града су рудници злата.

## Историја
Насеље је основано 1929. године, а 1939. године је добило статус града. Од 1953. године је седиште области. За време Стаљина, Магадан је био главно транзитно средиште за кажњенике послате у радне логоре. Главни привредни покретач овог града у доба Совјетског Савеза био је Далстрој, огромни рударски концерн у коме су углавном радили кажњеници. У Магадану се налази велика катедрала у изградњи и велики споменик „Лице туге“, у сећање на Стаљинове жртве.

## Становништво
Према прелиминарним подацима са пописа, у граду је 2010. године живело 95.925 становника, 3.474 (3,50%) мање него 2002.
| 1939.  | 1959.  | 1970.  | 1979.   | 1989.   | 2002.  | 2010.  |
| ------ | ------ | ------ | ------- | ------- | ------ | ------ |
| 27.313 | 62.225 | 92.105 | 121.250 | 151.652 | 99.399 | 95.682 |

## Саобраћај
Саобраћајно је Магадан врло изолован. Постоји један пут која води у и из града, а најближи град је Јакутск, удаљен 2200 km. Лука је у Нагајевском заливу, на обалама Охотског мора. Пловна је односно није залеђена у раздобљу од маја до децембра. Близу града је и велики аеродром. Ауто-пут води од Магадана до златом богате на горњем току реке Колими. Овај пут је познат и као „пут костију“, јер су бројни кажњеници овде умрли за време изградње тог пута.

## Градови побратими
- Енкориџ, Сједињене Америчке Државе (од 1991)
- Tonghua, Народна Република Кина (од 1992)
- Јелгава, Летонија (од 2006)